# هانز يورغن غيدي
هانز يورغن غيدي (بالألمانية: Hans-Jürgen Gede)‏ (مواليد 14 نوفمبر 1956) لاعب سابق ومدرب كرة قدم ألماني.

## مسيرته كلاعب
ولد في غيلسنكيرشن بألمانيا الغربية. بدأ لعب كرة القدم في نادي شالكه 04 في عام 1975. في عام 1977 انضم إلى نادي بروسين مونستر وبعد أن لعب 71 مباراة للنادي غادر بروسين مونستر وانضم إلى فورتونا كولن. لعب 343 مباراة لصالح فورتونا كولن مسجلا 48 هدف. اعتزل في عام 1991.

## مسيرته كمدرب
تم تعيينه في منصب مدرب فورتونا دوسلدورف في عام 1991 بعد أشهر فقط من اعتزاله اللعب. وقع عقدا مع نادي بيروزي الإيراني في عام 1994 وحقق نتائج جيدة معه. بعد حوالي ثلاثة أشهر في برسيبوليس تم تعيينه مدربا لمنتخب إيران تحت 23 في يونيو 1994 ليقود المنتخب في تصفيات الألعاب الأولمبية الصيفية 1996 ولكنه لم يوفق وخرج من الدور الأول. وأقيل في وقت لاحق. بعد ذلك عدة فرق مثل هيسن كاسيل وليبشتات. أصبح في وقت لاحق مساعد مدرب روت فايس أوبرهاوزن. في عام 2004 تم تعيينه في منصب مساعد مدرب منتخب أوزبكستان لكرة القدم وأصبح مدربا له في عام 2005 حيث قاد المنتخب في مباراتين. من 2005 إلى 2006 تولى تدريب نادي تربيت بدني يزد في دوري آزادغان. درب عدة أندية بعدها مثل الأهلي البحريني واتحاد كوالالمبور كرة القدم الماليزي ونادي نيفتشي باكو الأذربيجاني وأوكذا نيفتشي يونايتد الميانماري ونادي التحدي الليبي. خلال موسم 2010-11 كان مساعد المدرب برويز مظلومي في نادي استقلال طهران الإيراني. في 1 يونيو 2011 تم تعيينه في منصب مساعد مدرب نادي ذوب آهن أصفهان.

## روابط خارجية
- هانز يورغن غيدي على موقع قاعدة بيانات كرة القدم.إي يو (الإنجليزية)
- هانز يورغن غيدي على موقع بيانات كرة القدم. دي إي (الألمانية)
- هانز يورغن غيدي على موقع عالم كرة القدم.نت (الإنجليزية)